# Amolops liangshanensis
Amolops liangshanensis är en groddjursart som först beskrevs av Wu och Zhao 1984.  Amolops liangshanensis ingår i släktet Amolops och familjen egentliga grodor. IUCN kategoriserar arten globalt som otillräckligt studerad. Inga underarter finns listade i Catalogue of Life.